# Dougie MacLean
Dougie MacLean (Dunblane, 27 settembre 1954) è un cantautore, polistrumentista e compositore britannico.
Descritto da AllMusic come "uno dei migliori cantautori scozzesi", MacLean si è esibito sia con il proprio nome, sia come parte di gruppi folk. I suoi pezzi più famosi includono Caledonia, che è spesso considerato un inno nazionale "non ufficiale" della Scozia e The Gael, utilizzato quale base portante per la colonna sonora del film L'ultimo dei Mohicani del 1992.
MacLean ha fondato l'etichetta Dunkeld Records e lo studio di registrazione con sua moglie Jennifer nel 1983.

## Biografia
MacLean è cresciuto nella campagna del Perthshire, dove suo padre era un giardiniere. Sua madre suonava la fisarmonica e suo padre suonava il violino. Per mantenersi negli anni '70, MacLean è stato un autista per Doc Watson e Merle Watson durante il loro tour in giro per l'Europa, con cui è rimasto in contatto anche successivamente.
Nel 1976, MacLean iniziò un tour con la band folk scozzese The Tannahill Weavers, con la quale partecipò anche a una registrazione in studio. Alla fine degli anni '70, trascorse sei mesi in tournée con la band scozzese Silly Wizard.
Caledonia, singolo estratto dal primo album di MacLean con Alan Roberts del 1978, è spesso considerato un '"inno nazionale non ufficiale" della Scozia.
La sua carriera da solista è iniziata nel 1981 e da allora ha registrato numerosi album. Suona diversi strumenti, tra cui chitarra, violino, mandolino, viola, bouzouki, banjo e basso, oltre ad essere un cantante e compositore.
Nel 1990 MacLean pubblica l'album The Search, del quale la traccia più famosa, The Gael, diventa due anni dopo il tema principale della pellicola L'ultimo dei Mohicani. Ha anche lavorato come direttore musicale per la produzione del 1993 della TAG Theatre Company di A Scots Quair, pubblicando i suoi contributi sull'LP Sunset Song (1994). Le canzoni di MacLean sono state reinterpretate da molti artisti tra cui Dolores Keane, Ronan Keating, Amy Macdonald, Frankie Miller e Mary Black, che ha ricantato "Turning Away" (1991) per la colonna sonora del film del 2001 Angel Eyes .
MacLean è stato il soggetto del film documentario della BBC del 1993 The Land: The Songs of Dougie MacLean.

## Premi
Nel 2011, MacLean è stato insignite dell'onorificenza di Ufficiale dell'Eccellentissimo Ordine dell'Impero Britannico (OBE).
Nel 2013, MacLean è stato insignito del BBC Radio 2 Folk Award alla carriera per il contributo alla scrittura di canzoni. Il premio è stato consegnato dal Primo Ministro Alex Salmond alla Glasgow Royal Concert Hall.

## Discografia

### Studio
- Are Ye Sleeping Maggie (1976) (con The Tannahill Weavers)
- Caledonia (1978) (Roberts & Dougie MacLean)
- CRM (1979) (Alex Campbell, Alan Roberts & Dougie MacLean)
- Snaigow (1980)
- On A Wing and a Prayer (1981)
- Craigie Dhu (1983)
- Butterstone (1983)
- Fiddle (1984)
- Singing Land (1985)
- Real Estate (1988)
- Whitewash (1990)
- The Search (1990)
- Indigenous (1991)
- Sunset Song (1993)
- Marching Mystery (1994)
- The Plant Life Years (1995)
- Tribute (1996)
- Riof (1997)
- Perthshire Amber (2000)
- Who Am I (2002)
- Early (2003)
- With Strings (2003)
- Inside The Thunder (2006)
- Muir of Gormack (2007)
- Resolution (2010)
- Till Tomorrow (2014)
- Caledonia Cantata (2015)
- New Tomorrow (2017)
- A Robert Burns Selection (2018)

### Instrumental
- Fiddle (1984)
- The Search (1990)
- Sunset Song (1994)

### Live
- Live: From The Ends Of The Earth (2000)

### Video
- The Land (1996)
- Live At Perthshire Amber (2006)
- Songmaker (2010)

### Compilation
- The Dougie Maclean Collection (1995)
- The Plant Life Years (1995)
- The Essential Dougie MacLean (2007)
- The Essential Too (2013)